# ロニー・ピーターソン
ベンクト・ロニー・ピーターソン（Bengt Ronnie Peterson, 1944年2月14日 - 1978年9月11日）は、スウェーデン・エレブルー出身のレーシングドライバー。名字は母国語での発音に基づき「ペテルソン」「ペターソン」「ペタソン」などと表記されることもある。
オーバーステアを好み、激しいテールスライドを多用するダイナミックな走りが特徴であった。ジル・ヴィルヌーヴなどその走りに影響されたドライバーも多く、「Super Swede（スーパー・スウェード）」、「サイドウェイ・ロニー」「無冠の帝王」「貴公子」等とも呼ばれた。1971年のヨーロッパF2選手権チャンピオン。

## プロフィール
アマチュアレーサーだったパン屋の息子として生まれる。カートレースで名を馳せ、1968年、1969年にスウェーデンF3を連覇。その才能が新興コンストラクターのマーチの目に留まり、1970年にはヨーロッパF2選手権に参戦しつつ、アンティーク・オートモビルズよりマーチ・701を駆り、第3戦モナコGPでF1デビューを果たす。
1971年にはヨーロッパF2選手権のチャンピオンを獲得。F1ではマーチのワークスチームから参戦し、2位4回を含め5度の表彰台獲得という活躍を見せ、ジャッキー・スチュワートに次いで選手権2位となった。亡きヨッヘン・リントなどと同等の、F1界屈指の速さを持つドライバーという評価を得る。1972年はマシン開発の混乱により3位表彰台1回のみと足踏みする。
1973年にロータスに移籍したピーターソンは才能を開花。フランスGPで初優勝を達成すると、エースドライバーのエマーソン・フィッティパルディを凌ぐ速さをみせ、ポールポジション9回・優勝4回を果たして選手権3位となる。

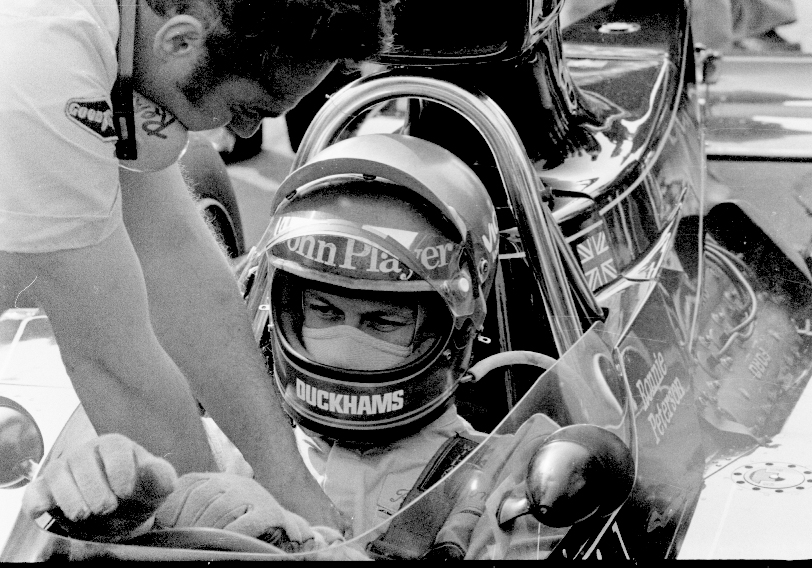
1975年

翌1974年はフィッティパルディの移籍によりロータスの主力になったが、この頃より良いマシンに恵まれない不運がつきまとうようになる。新車ロータス・76の失敗により旧型のロータス・72を使い続けることになり、この年は3勝して選手権5位と踏ん張ったものの、1975年は13位に終わる。
1976年はロータス・77の出来に失望し、開幕戦後にチームを離れてマーチに復帰した。マーチでは1勝を挙げたが、選手権11位で終了。皮肉にもピーターソンの離脱後、ロータスは復調の兆しを見せ始める。
1977年にはティレルへ移籍し、6輪車P34のステアリングを握る。前年に1勝したマシンだったが、タイヤ開発問題のために戦闘力が失われており、3位1回以外は目立った活躍を見せられず、選手権14位に終わった。

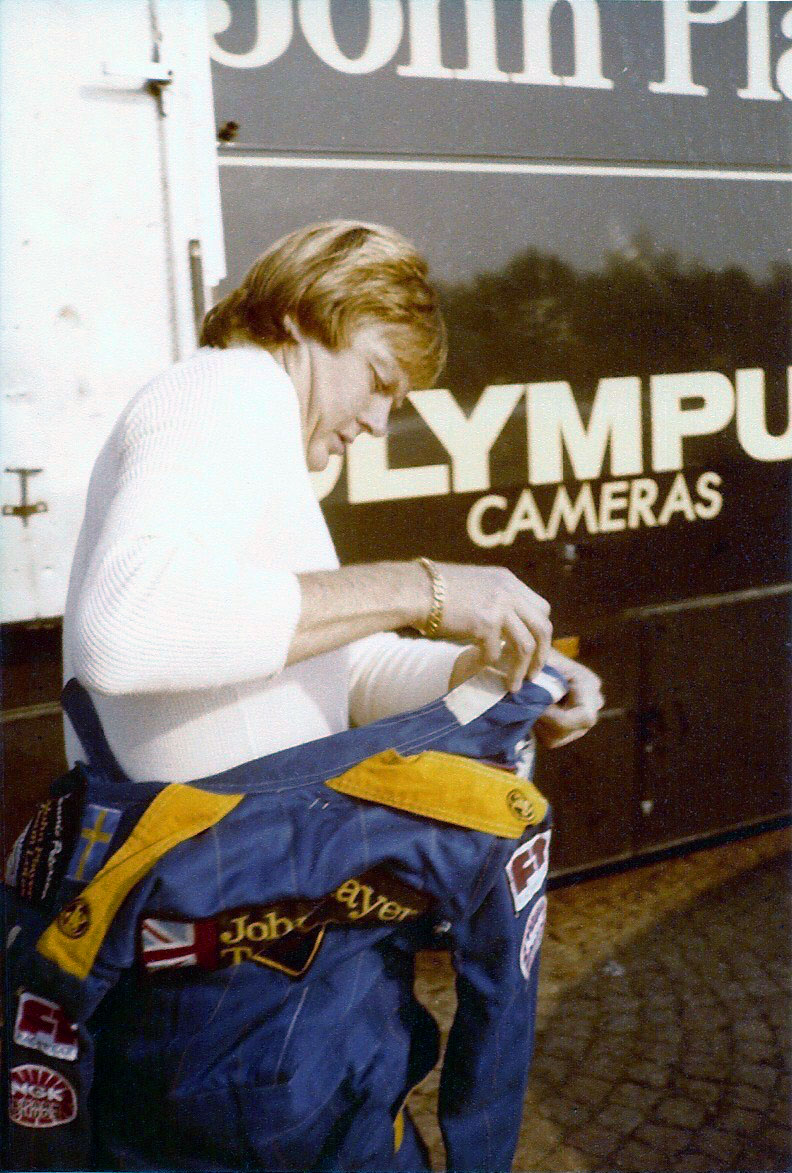
ロニー・ピーターソン（1978年）

1978年に再びロータスへ加入し、マリオ・アンドレッティと共に本格的グラウンド・エフェクト・カーであるロータス・79をドライブした。ロータスのボスであるコーリン・チャップマンからの待遇はアンドレッティと同格扱いだったが、実際はフォードエンジンやグッドイヤータイヤといったアメリカ系サプライヤーの強い要望により、イタリア系アメリカ人であるアンドレッティのチャンピオン獲得が第一目標とされていた。アンドレッティにはマシンの優先権や予選用スペシャルタイヤが与えられており、この年記録した4度のワンツーフィニッシュはいずれも優勝アンドレッティ、2位ピーターソンという結果だった。ドイツGPではスタートでピーターソンがトップに出たが、チームオーダーによりアンドレッティが先行を許された。
ピーターソンは無用にアンドレッティと競り合うことはなく、アンドレッティが落としたレースをものにすることでシーズン終盤までチャンピオン争いを展開した。オランダGPの時点で、翌年のマクラーレン移籍の契約を済ませていたという(ロータスには伝統的にナンバーワンドライバーを優先する傾向にあったこともその理由と言われている)。
残り3戦、アンドレッティから12点差で迎えたイタリアGPでは、スタート直後に発生した多重接触事故に巻き込まれ、マシンが激しくクラッシュして炎上した。マシンから引き出されたピーターソンは両足に重度の骨折を負っていたものの、普通に会話ができる状態で、命に別状はないと思われた（この事故の直後に、担架に乗せられたピーターソンが手を動かしていたり、救護員と会話をする映像が残っている）。その後、ミラノの病院に搬送され、骨折した骨を元の位置に固定する手術を受けた。手術は成功し、レース後病院に駆けつけたロータスの総帥コーリン・チャップマンやアンドレッティは、ピーターソンが重篤ではないのを確認しホテルに帰った。
しかし、翌9月11日未明にピーターソンの容態が急変し死亡した。34歳没。骨折部位より血管に流れ出た脂肪粒が肺・腎臓・脳の血管に詰まり、血液循環を阻害する脂肪塞栓症が命取りになった。
ピーターソンの死によりアンドレッティのチャンピオンが決定。その後、ピーターソンのポイントランキングも抜かれることなく、選手権2位が確定した。

## 死亡事故について
- イタリアグランプリの決勝日午前中のウォームアップ時にロータス・79をクラッシュさせてしまい、旧型車ロータス・78に乗り換えていた。
- この事故については、後方スタートのリカルド・パトレーゼが原因を引き起こしたとして大きな批判を浴びせられ、この次戦のアメリカ東GP（英語版）へのエントリーも拒否された。しかし、実際には全車が停止する前にスターターがスタートランプを点灯させたため、勢いがついたままスタートした後方集団がパトレーゼを押し出す形になったのが事故の原因と確認されたことや、雑誌に掲載された写真を分析した結果、パトレーゼが進路変更しようとしているときにはすでに完全にジェームス・ハントの前に出ており、十分なスペースがそこにあったことが判明したことで[6]、後日名誉は回復している。
- 事故発生から救急車が事故現場へ到着するまで10分以上掛かり、この間はコース上に寝かされていた。スタート直後の事故対応法が議論され、メディカル・サポートカーが隊列の後ろについてオープニングラップを周回する救急体制が導入されることにつながった。
- 事故の発生したイタリアグランプリを優勝したニキ・ラウダは、「ドイツグランプリだったらロニーは死なずに済んだ」という意味の発言をしている。これはイタリアの医療のレベルがドイツに比べて低いと見なされていたからである。
- ピーターソンの車に直接接触したジェームス・ハントは、BBCのテレビ解説の席においてパトレーゼを酷評し続けた。ハントがピーターソンに接触したのは、コース右側からパトレーゼが迫る形になり、あわてたハントがドライビングミスを犯したためではないかと言われている。
- ピーターソンの事故死は、母国で大きな社会問題となり、ローマ教皇にモンツァでのレース中止を求める嘆願書が出された。その事もあって、現在に至るまでスウェーデンGPは開催されないままの状態になっている。

## 人物

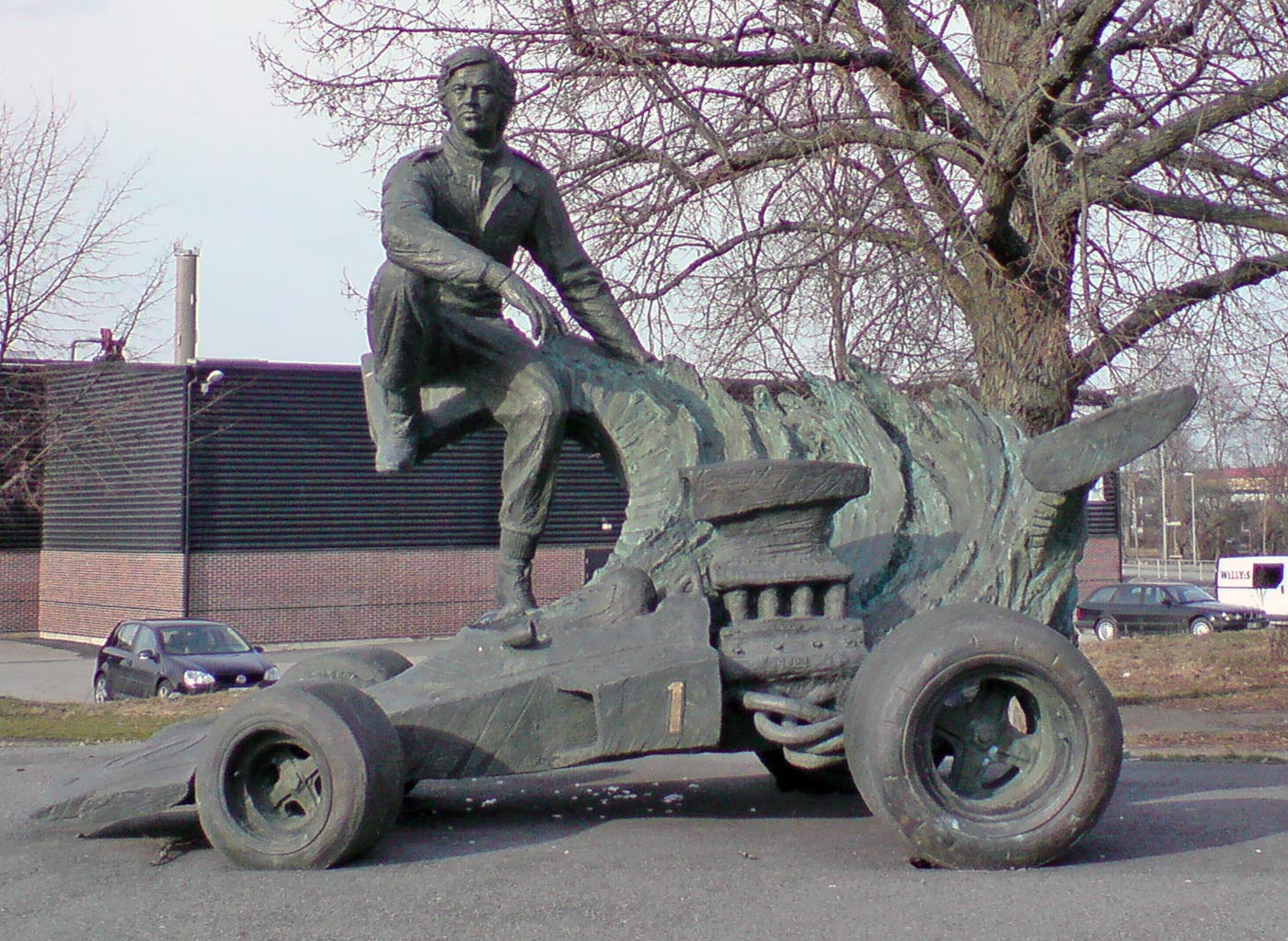
エーレブルーにあるロニー・ピーターソンの像

- ラリー競技などで活躍していた北欧系ドライバーが、F1でも存在を認知される得るきっかけをつくった。オーバーステアを積極的に作り出し、カウンターステアを多用する走りは、豪快な見た目と異なり、極めて微妙で滑らか、かつリラックスしたアクセル、ステアリング操作によって行われていたという[7]。
- 初期のフルフェイスヘルメットには日光避けのヒサシを付けるものも少なくなかったが、1970年代に入るとヒサシの代わりに、バイザーにテープやステッカーを貼るのが主流になった。ピーターソンはF1ドライバーとしては最も遅くまでヒサシ付きヘルメットを使用した一人だった（悪天候時などの一部のレースによっては外されていることもあった）。青いヘルメットに黄色いヒサシ、パーソナルスポンサー「Polarvagnen[8]」の白熊のロゴマークがアクセントになっていた。
- 無名時代のジル・ヴィルヌーヴがピーターソンの走りに憧れていた。ミケーレ・アルボレートやピエルルイジ・マルティニもピーターソンが少年時代の憧れであったと公言している。同国の後輩となるマーカス・エリクソンは2014年モナコGPでピーターソンと同じカラーリングのスペシャルヘルメットで参戦し敬意を表した[9]。
- 同郷出身の後輩エイエ・エルグを可愛がっており、一時期はエルグがピーターソン家に同居していたこともある。同じくスウェーデン出身のグンナー・ニルソンは、ピーターソンの死から1ヵ月後に癌のため死去している。
- そのドライビングからは想像がつかないが、普段は穏やかで派手な場所を好まず、趣味は熱帯魚の飼育・鑑賞という一面を持ち合わせていた。
- 没後30年にあたる2008年5月31日、出身地であるスウェーデンのエーレブルーにピーターソン博物館が開館したが、2009年に財政不足に陥り閉館となった。

## レース戦績

### ヨーロピアン・フォーミュラ2選手権
| 年     | エントラント                   | シャシー     | エンジン | 1       | 2       | 3       | 4       | 5     | 6     | 7       | 8     | 9       | 10      | 11  | 12      | 13    | 14    | 15  | 16      | 17      | 順位 | ポイント |
| ------ | ------------------------------ | ------------ | -------- | ------- | ------- | ------- | ------- | ----- | ----- | ------- | ----- | ------- | ------- | --- | ------- | ----- | ----- | --- | ------- | ------- | ---- | -------- |
| 1970年 | マルコム・ガスリー・レーシング | マーチ・702  | フォード | THR DNS | HOC Ret | BAR Ret | ROU 6   | PER   | TUL 5 | IMO 4   | HOC 3 |         |         |     |         |       |       |     |         |         | 4位  | 14       |
| 1971年 | マーチ・エンジニアリング       | マーチ・712M | フォード | HOC Ret | THR 2   | NÜR Ret | JAR Ret | PAL 3 | ROU 1 | MAN 1   | TUL 1 | ALB 6   | VAL 1   | VAL |         |       |       |     |         |         | 1位  | 54       |
| 1972年 | マーチ・エンジニアリング       | マーチ・722  | フォード | MAL Ret | THR 1   | HOC     | PAU     | PAL   | HOC 3 | ROU     | ÖST   | IMO     | MAN Ret | PER | SAL Ret | ALB   | HOC 3 |     |         |         | NC   | 0‡       |
| 1973年 | チーム・ロータス               | ロータス・74 | フォード | MAL     | HOC     | THR     | NÜR     | PAU   | KIN   | NIV Ret | HOC   | ROU DNS | MNZ     | MAN | KAR 5   | PER 7 | SAL   | NOR | ALB DSQ | VAL Ret | NC   | 0‡       |
| 1974年 | マーチ・レーシング・チーム     | マーチ・742  | BMW      | BAR     | HOC     | PAU     | SAL     | HOC   | MUG   | KAR 1   | PER   | HOC     | VAL     |     |         |       |       |     |         |         | NC   | 0‡       |
| 1975年 | プロジェクト3・レーシング      | マーチ・752  | BMW      | EST     | THR Ret | HOC     | NÜR     | PAU   | HOC   | SAL     | ROU   | MUG     | PER     | SIL | ZOL     | NOG   | VAL   |     |         |         | NC   | 0        |
| 1976年 | マーチ・エンジニアリング       | マーチ・762  | BMW      | HOC Ret | THR     | VAL     | SAL     | PAU   | HOC   | ROU     | MUG   | PER     | EST     | NOG | HOC     |       |       |     |         |         | NC   | 0        |

- 太字はポールポジション、斜字はファステストラップ。(key)
- ‡ : グレーデッド・ドライバーに指定されているため、選手権のポイント対象外となる。

### F1
| 年     | エントラント                              | シャシー | エンジン                        | 1       | 2       | 3       | 4       | 5       | 6       | 7       | 8       | 9       | 10      | 11      | 12      | 13      | 14      | 15      | 16      | 17      | WDC  | ポイント |
| ------ | ----------------------------------------- | -------- | ------------------------------- | ------- | ------- | ------- | ------- | ------- | ------- | ------- | ------- | ------- | ------- | ------- | ------- | ------- | ------- | ------- | ------- | ------- | ---- | -------- |
| 1970年 | アンティーク・オートモービルズ （マーチ） | 701      | フォード・コスワース DFV 3.0 V8 | RSA     | ESP     | MON 7   | BEL NC  |         |         |         |         |         |         |         |         |         |         |         |         |         | NC   | 0        |
| 1970年 | コーリン・クラッブ （マーチ）             | 701      | フォード・コスワース DFV 3.0 V8 |         |         |         |         | NED 9   | FRA Ret | GBR 9   | GER Ret | AUT     | ITA Ret | CAN NC  | USA 11  | MEX     |         |         |         |         | NC   | 0        |
| 1971年 | マーチ                                    | 711      | フォード・コスワース DFV 3.0 V8 | RSA 10  | ESP Ret | MON 2   | NED 4   |         | GBR 2   | GER 5   | AUT 8   | ITA 2   | CAN 2   | USA 3   |         |         |         |         |         |         | 2位  | 33       |
| 1971年 | マーチ                                    | 711      | アルファロメオ T33 3.0 V8       |         |         |         |         | FRA Ret |         |         |         |         |         |         |         |         |         |         |         |         | 2位  | 33       |
| 1972年 | マーチ                                    | 721      | フォード・コスワース DFV 3.0 V8 | ARG 6   | RSA 5   |         |         |         |         |         |         |         |         |         |         |         |         |         |         |         | 9位  | 12       |
| 1972年 | マーチ                                    | 721X     | フォード・コスワース DFV 3.0 V8 |         |         | ESP Ret | MON 11  | BEL 9   |         |         |         |         |         |         |         |         |         |         |         |         | 9位  | 12       |
| 1972年 | マーチ                                    | 721G     | フォード・コスワース DFV 3.0 V8 |         |         |         |         |         | FRA 5   | GBR 7   | GER 3   | AUT 12  | ITA 9   | CAN DSQ | USA 4   |         |         |         |         |         | 9位  | 12       |
| 1973年 | ロータス                                  | 72D      | フォード・コスワース DFV 3.0 V8 | ARG Ret | BRA Ret | RSA 11  |         |         |         |         |         |         |         |         |         |         |         |         |         |         | 3位  | 52       |
| 1973年 | ロータス                                  | 72E      | フォード・コスワース DFV 3.0 V8 |         |         |         | ESP Ret | BEL Ret | MON 3   | SWE 2   | FRA 1   | GBR 2   | NED 11  | GER Ret | AUT 1   | ITA 1   | CAN Ret | USA 1   |         |         | 3位  | 52       |
| 1974年 | ロータス                                  | 72E      | フォード・コスワース DFV 3.0 V8 | ARG 13  | BRA 6   |         |         |         | MON 1   | SWE Ret | NED 8   | FRA 1   | GBR 10  |         | AUT Ret | ITA 1   | CAN 3   | USA Ret |         |         | 5位  | 35       |
| 1974年 | ロータス                                  | 76       | フォード・コスワース DFV 3.0 V8 |         |         | RSA Ret | ESP Ret | BEL Ret |         |         |         |         |         | GER 4   |         |         |         |         |         |         | 5位  | 35       |
| 1975年 | ロータス                                  | 72E      | フォード・コスワース DFV 3.0 V8 | ARG Ret | BRA 15  | RSA 10  | ESP Ret | MON 4   | BEL Ret | SWE 9   | NED 15  | FRA 10  | GBR Ret | GER Ret | AUT 5   | ITA Ret | USA 5   |         |         |         | 13位 | 6        |
| 1976年 | ロータス                                  | 77       | フォード・コスワース DFV 3.0 V8 | BRA Ret |         |         |         |         |         |         |         |         |         |         |         |         |         |         |         |         | 11位 | 10       |
| 1976年 | マーチ                                    | 761      | フォード・コスワース DFV 3.0 V8 |         | RSA Ret | USW 10  | ESP Ret | BEL Ret | MON Ret | SWE 7   | FRA 19  | GBR Ret | GER Ret | AUT 6   | NED Ret | ITA 1   | CAN 9   | USA Ret | JPN Ret |         | 11位 | 10       |
| 1977年 | ティレル                                  | P34B     | フォード・コスワース DFV 3.0 V8 | ARG Ret | BRA Ret | RSA Ret | USW Ret | ESP 8   | MON Ret | BEL 3   | SWE Ret | FRA 12  | GBR Ret | GER 9   | AUT 5   | NED Ret | ITA 6   | USA 16  | CAN Ret | JPN Ret | 14位 | 7        |
| 1978年 | ロータス                                  | 78       | フォード・コスワース DFV 3.0 V8 | ARG 5   | BRA Ret | RSA 1   | USW 4   | MON Ret | BEL 2   |         |         |         |         |         |         |         | ITA Ret | USA     | CAN     |         | 2位  | 51       |
| 1978年 | ロータス                                  | 79       | フォード・コスワース DFV 3.0 V8 |         |         |         |         |         |         | ESP 2   | SWE 3   | FRA 2   | GBR Ret | GER Ret | AUT 1   | NED 2   |         |         |         |         | 2位  | 51       |

- 太字はポールポジション、斜字はファステストラップ。(key)

### ル・マン24時間レース
| 年     | チーム                | コ・ドライバー | 車両             | クラス | 周回数 | 総合 順位 | クラス 順位 |
| ------ | --------------------- | -------------- | ---------------- | ------ | ------ | --------- | ----------- |
| 1970年 | SpA・フェラーリ SEFAC | デレック・ベル | フェラーリ・512S | S5.0   | 39     | DNF       | DNF         |